# Ямдена
Ямдена (индон. Pulau Yamdena) — крупнейший остров архипелага Танимбар. В административном отношении входит в состав индонезийской провинции Малуку.
Расположен к северо-востоку от острова Селару. На востоке омывается водами Арафурского моря. Вдоль восточного побережья Ямдены протянулись холмы, западное побережье — равнинное. Площадь острова — 2981 км². Административный центр и крупнейший населённый пункт — город Саумлаки, расположенный на южном побережье Ямдены. В лесах острова обитают азиатские буйволы. В 1987 году на острове был описан новый вид короткокрылых камышовок.
Большая часть населения говорит на языке ямдена, который относится к австронезийской языковой семье. Наиболее распространённая религия — христианство, хотя до сих пор практикуется и культ предков.